# Metagonia bifida
Metagonia bifida är en spindelart som beskrevs av Simon 1893. Metagonia bifida ingår i släktet Metagonia och familjen dallerspindlar. Inga underarter finns listade i Catalogue of Life.